# Campo di concentramento di Poniatowa
Il campo di concentramento di Poniatowa nella città di Poniatowa all'interno della Polonia occupata, 36 chilometri a ovest di Lublino, fu istituito dalle SS nella seconda metà del 1941, per tenere i prigionieri di guerra sovietici dopo l'operazione Barbarossa. A metà del 1942, circa 20 000 prigionieri di guerra sovietici erano morti di fame, o di malattie o per le esecuzioni. Il campo era conosciuto a quel tempo come Stalag 359 Poniatowa. In seguito, lo Stammlager fu ampliato come campo di concentramento per fornire il sostegno dello sforzo bellico tedesco, con le officine gestite dal SS Ostindustrie (Osti) sul terreno della fabbrica di apparecchiature per le telecomunicazioni, fondata alla fine degli anni '30. Poniatowa divenne parte del sistema dei sottocampi del campo di concentramento di Majdanek all'inizio dell'autunno del 1943. Il massacro della sua forza lavoro prevalentemente ebraica ebbe luogo durante l'Aktion Erntefest, concludendo così l'operazione Reinhard nel governatorato generale.

## L'organizzazione del campo
Due anni dopo l'invasione della Polonia da parte della Germania nazista, nell'ottobre 1942 l'Hauptsturmführer Amon Göth visitò Poniatowa con un progetto di riqualificazione. La costruzione di un nuovissimo campo di lavoro è stata affidata a Erwin Lambert. Il campo aveva lo scopo di fornire i lavoratori per la fabbrica di uniformi dell'esercito di Walter Többens trasferita dallo scomparso ghetto di Varsavia, dal quale nei due mesi dell'estate 1942 almeno 254 000 ebrei furono inviati al campo di sterminio di Treblinka. L'Obersturmführer Gottlieb Hering fu nominato comandante del campo e poi promosso al grado di SS-Hauptsturmführer da Himmler nel marzo 1943.
Il primo trasporto di ebrei arrivò a Poniatowa nell'ottobre 1942 da Opole dove era in corso la liquidazione del ghetto verso il campo di sterminio di Sobibor. Nel gennaio 1943 il campo contava 1 500 ebrei. Nell'aprile del 1943, durante la liquidazione del ghetto di Varsavia, furono deportati altri 15 000 ebrei polacchi. Per i successivi sei mesi, tutti hanno lavorato alla produzione di indumenti per la Wehrmacht. A causa della natura del lavoro svolto, i prigionieri non sono stati maltrattati come negli altri campi: anzi, gli fu permesso di tenere i bambini nell'asilo nido, di indossare i propri vestiti e di conservare i loro effetti personali, perché le nuove uniformi fatte da loro erano molto apprezzate al fronte. I sarti e le sarte ebraiche di Varsavia lavoravano quasi gratuitamente per il tedesco Walter Caspar Többens che, grazie a loro, stava accumulando molto denaro, tanto da essere descritto come l'anti-Schindler. Gli ebrei polacchi furono integrati con circa 3 000 ebrei slovacchi e austriaci (l'élite del campo) alloggiati separatamente dai restanti.

## L'Aktion Reinhard
Dopo la chiusura del campo di Belzec nel giugno 1943, il capo dell'operazione Reinhard, l'Obergruppenführer Odilo Globocnik, ispezionò l'impianto di Poniatowa nell'agosto 1943. Gottlieb Hering, il comandante del campo, fu rimproverato per la totale mancanza di disciplina carceraria. Sono stati introdotti immediatamente cambiamenti drastici con esecuzioni quotidiane di diverse persone e venne costruito il nuovo crematorio. Dal settembre 1943, il campo di lavoro forzato di Poniatowa divenne parte del sistema di campi di concentramento di Majdanek nell'ambito dell'Aktion Reinhard, la fase più mortale della l'Olocausto.
All'inizio dell'Operazione Harvest Festival (Aktion Erntefest) ai detenuti fu ordinato di scavare trincee anticarro a Poniatowa e Trawniki, così come nei campi di concentramento di Majdanek, ignari del loro vero scopo. Il 3 novembre 1943, per ordine di Christian Wirth, le SS e la polizia tedesche iniziarono a uccidere gli ebrei dei campi in queste località. Furono massacrati simultaneamente in tutta la riserva di Lublino principalmente nei sottocampi a Budzyn, Kraśnik, Puławy, e Lipowa. A Poniatowa, i detenuti sono stati costretti a spogliarsi ed entrare nudi nelle trincee preparate da loro stessi, dove sono stati uccisi uno per uno ed ammassati sui corpi degli altri.

### La rivolta
Il primo giorno delle uccisioni, in una delle baracche di Poniatowa gli ebrei organizzarono una rivolta. Per debellarla le SS circondarono l'edificio con uno stretto cordone e lo incendiarono. Il fumo ha innescato l'arrivo al cancello di un corpo dei vigili del fuoco del villaggio perché i gendarmi non erano stati informati: secondo i testimoni, nel campo stava bruciando più di una struttura. I vigili del fuoco ricevettero l'ordine dalle SS urlanti di andarsene immediatamente, ma inavvertitamente notarono che un ebreo che scappava dalle fiamme era stato bastonato con il calcio dei fucili e ributtato nell'edificio in fiamme. L'area era coperta da corpi di donne. La mattina successiva (4 novembre 1943), le uccisioni di massa a Poniatowa proseguirono come previsto e continuarono per il resto della giornata. In totale, il 3-4 novembre 1943, circa 43 000 prigionieri, tra maschi e femmine, furono fucilati su una lunga fila di finte trincee anticarro. I campi erano chiusi. Il comandante Gottlieb Hering si unì poi ai compagni delle SS dello staff dell'Operazione Reinhard alla Risiera di San Sabba a Trieste, in Italia.

## Commemorazione
I primi due monumenti in memoria delle vittime del nazismo a Poniatowa sono stati eretti nella Polonia comunista nel centro della città nel 1958 e nello stabilimento PZT nel 1959. Un altro monumento, che commemora solo le vittime ebree dell'Olocausto è stato inaugurato a Poniatowa il 4 Novembre 2008, per il 65º anniversario della loro morte. L'iscrizione sia in polacco che in inglese menziona le 14 000 vittime dell'Aktion Erntefest a Poniatowa provenienti da Polonia, Germania, Austria e Cecoslovacchia (senza le restanti località). Il monumento è stato inaugurato alla presenza dell'ambasciatore israeliano in Polonia David Peleg, dell'ambasciatore austriaco Alfred Langle, di Andreas Meitner, ministro dell'ambasciata tedesca, di Jan Tomaszek, ministro dell'ambasciata ceca, di Henryka Strojnowska, voivoda di Lublino, del sindaco della città Lilla Stefanek e molti altri funzionari, tra cui il rabbino e i sacerdoti di Varsavia.

### Approfondimenti
- (DE) Artur Podgórski, Arbeitslager in Poniatowa 1941-1943 (The Labour Camp at Poniatowa 1941-1943), in Kwartalnik Historii Żydów, vol. 236, n. 4, 2010,  pp. 425-448, ISSN 1899-3044 (WC · ACNP).
- Evelyn Zegenhagen, Encyclopedia of Camps and Ghettos, 1933–1945, a cura di Megargee Geoffrey P., vol. 1, Bloomington, United States Holocaust Memorial Museum, 2009,  pp. 888-891, ISBN 978-0-253-35328-3.

| Controllo di autorità | VIAF (EN) 243071350 · LCCN (EN) no97029620 · GND (DE) 4648776-1 · BNF (FR) cb120923389 (data) · J9U (EN, HE) 987007313947205171 |